# Opper-Silezisch voetbalkampioenschap 1923/24
In 1923/24 werd het dertiende Opper-Silezisch voetbalkampioenschap gespeeld, dat georganiseerd werd door de Zuidoost-Duitse voetbalbond. 
SC Vorwärts 1917 Gleiwitz werd kampioen en plaatste zich voor de Zuidoost-Duitse eindronde. In de groepsfase eindigde de club gedeelde derde.

## A-Klasse

### Beuthen
| Plaats | Club                           | Wed. | W | G | V | Saldo | Ptn  |
| ------ | ------------------------------ | ---- | - | - | - | ----- | ---- |
| 1.     | Beuthener SuSV 09              | 10   | 9 | 0 | 1 | 44:8  | 18:2 |
| 2.     | VfB 1918 Beuthen               | 10   | 8 | 0 | 2 | 34:20 | 16:4 |
| 3.     | FC Wacker Beuthen              | 9    | 5 | 0 | 4 | 22:12 | 10:8 |
| 4.     | Sportfreunde Roßberg           | 10   | 4 | 0 | 6 | 16:20 | 8:12 |
| 5.     | FC Preußen Schomberg           | 8    | 1 | 0 | 7 | 8:34  | 2:14 |
| 6.     | Sportfreunde 1920 Mikultschütz | 9    | 1 | 0 | 8 | 10:40 | 2:16 |

FC Diana Schomberg wijzigde de naam in FC Preußen Schomberg. 
|  | Geplaatst voor finaleronde            |
|  | Deelname promotie/degradatie play-off |

Promotie/Degradatie play-off
|                 |                  |       |                      |         |
| 3 augustus 1924 | VfR 1920 Beuthen | 0 – 0 | FC Preußen Schomberg | Beuthen |
| 3 augustus 1924 |                  |       |                      | Beuthen |

De wedstrijd werd als een overwinning voor VfR Beuthen beschouwd en deze club promoveerde. 
|                 |               |       |                                |         |
| 3 augustus 1924 | SV Borsigwerk | 2 – 1 | Sportfreunde 1920 Mikultschütz | Beuthen |
| 3 augustus 1924 |               |       |                                | Beuthen |

### Gleiwitz

#### Ostkreis
| Plaats | Club                      | Wed.           | W              | G              | V              | Saldo          | Ptn            |
| ------ | ------------------------- | -------------- | -------------- | -------------- | -------------- | -------------- | -------------- |
| 1.     | SC Vorwärts 1917 Gleiwitz | 2              | 1              | 1              | 0              | 6:4            | 3:1            |
| 2.     | SC Preußen 1910 Zaborze   | 2              | 0              | 1              | 1              | 4:6            | 1:3            |
| 3.     | RV 09 Gleiwitz            | Teruggetrokken | Teruggetrokken | Teruggetrokken | Teruggetrokken | Teruggetrokken | Teruggetrokken |

TV Vorwärts Gleiwitz nam de naam SC Vorwärts 1917 Gleiwitz aan. 

|  | Play-off eerste plaats |

|                 |                           |       |                         |          |
| 13 januari 1924 | SC Vorwärts 1917 Gleiwitz | 3 – 1 | SC Preußen 1910 Zaborze | Gleiwitz |
| 13 januari 1924 |                           |       |                         | Gleiwitz |

#### Westkreis
| Plaats | Club                               | Wed.           | W              | G              | V              | Saldo          | Ptn            |
| ------ | ---------------------------------- | -------------- | -------------- | -------------- | -------------- | -------------- | -------------- |
| 1.     | SVgg Deichsel 1919 Hindenburg      | 4              | 2              | 1              | 1              | 6:3            | 5:3            |
| 2.     | VfB 1910 Gleiwitz                  | 4              | 2              | 1              | 1              | 7:5            | 5:3            |
| 3.     | Vereinigte Gleiwitzer Sportfreunde | 4              | 1              | 0              | 3              | 0:5            | 2:6            |
| 4.     | VfR 1919 Gleiwitz                  | Teruggetrokken | Teruggetrokken | Teruggetrokken | Teruggetrokken | Teruggetrokken | Teruggetrokken |

TV Deichsel 1919 Hindenburg wijzigde de naam in SVgg Deichsel 1919 Hindenburg   
 
Verein Gleiwitzer Sportfreunde fuseerde met MTV 1878 Gleiwitz tot Vereinigte Gleiwitzer Sportfreunde. 

|  | Play-off eerste plaats |

Play-off
|                  |                               |       |                   |            |
| 30 december 1923 | SVgg Deichsel 1919 Hindenburg | 0 – 0 | VfB 1910 Gleiwitz | Hindenburg |
| 30 december 1923 |                               |       |                   | Hindenburg |

Deichsel Hindenburg kreeg de overwinning toegekend.

#### Finale
Heen
|                 |                           |       |                               |          |
| 20 januari 1924 | SC Vorwärts 1917 Gleiwitz | 1 – 0 | SVgg Deichsel 1919 Hindenburg | Gleiwitz |
| 20 januari 1924 |                           |       |                               | Gleiwitz |

Terug
|               |                               |       |                           |            |
| 16 maart 1924 | SVgg Deichsel 1919 Hindenburg | 0 – 3 | SC Vorwärts 1917 Gleiwitz | Hindenburg |
| 16 maart 1924 |                               |       |                           | Hindenburg |

### Ratibor

#### Groep Noord
| Plaats | Club                        | Wed. | W | G | V | Saldo | Ptn  |
| ------ | --------------------------- | ---- | - | - | - | ----- | ---- |
| 1.     | Verein Coseler Sportfreunde | 4    | 4 | 0 | 0 | 14:3  | 8:0  |
| 2.     | FC Vorwärts Kandrzin        | 5    | 1 | 0 | 4 | 3:7   | 2:8  |
| 3.     | SuSV Reinschdorf            | 5    | 1 | 0 | 4 | 3:8   | 2:8  |
| 4.     | MTV Vorwärts Cosel          | 6    | 1 | 0 | 5 | 4:6   | 2:10 |

|  | Finale Ratibor |
|  | Degradatie     |

#### Groep Zuid
| Plaats | Club                    | Wed. | W | G | V | Saldo | Ptn  |
| ------ | ----------------------- | ---- | - | - | - | ----- | ---- |
| 1.     | SVgg 03 Ratibor         | 8    | 5 | 2 | 1 | 12:10 | 12:4 |
| 2.     | SV 1919 Ostrog          | 8    | 4 | 2 | 2 | 10:2  | 10:6 |
| 3.     | TV Jugenhort Ratibor    | 8    | 4 | 0 | 4 | 6:8   | 8:8  |
| 4.     | SV Schlesien 07 Ratibor | 8    | 2 | 1 | 5 | 4:10  | 5:11 |
| 5.     | SV Preußen 06 Ratibor   | 8    | 2 | 1 | 5 | 1:3   | 5:11 |

|  | Finale Ratibor |
|  | Degradatie     |

#### Play-off
Heen
|                  |                 |        |                             |         |
| 17 februari 1924 | SVgg 03 Ratibor | 10 – 1 | Verein Coseler Sportfreunde | Ratibor |
| 17 februari 1924 |                 |        |                             | Ratibor |

Terug
|               |                             |       |                 |       |
| 23 maart 1924 | Verein Coseler Sportfreunde | 2 – 3 | SVgg 03 Ratibor | Cosel |
| 23 maart 1924 |                             |       |                 | Cosel |

### Oppeln
| Plaats | Club                              | Wed. | W  | G | V | Saldo | Ptn  |
| ------ | --------------------------------- | ---- | -- | - | - | ----- | ---- |
| 1.     | SVgg 1911 Kreuzburg               | 12   | 10 | 0 | 1 | 53:5  | 22:2 |
| 2.     | VfR Oppeln                        | 11   | 9  | 0 | 2 | 28:13 | 18:4 |
| 3.     | Verein Oppelner Sportfreunde 1919 | 11   | 6  | 2 | 3 | 20:10 | 14:8 |
| 4.     | VfB Zawadzki                      | 9    | 3  | 1 | 5 | 7:24  | 7:11 |
| 5.     | SV Diana Oppeln                   | 11   | 3  | 0 | 8 | 17:28 | 6:16 |
| 6.     | SV 1912 Königlich Neudorf         | 10   | 1  | 2 | 7 | 7:37  | 4:16 |
| 7.     | VfB 1919 Groß Strehlitz           | 10   | 1  | 1 | 8 | 10:25 | 3:17 |

|  | Geplaatst voor finaleronde |

### Neustadt
| Plaats | Club                          | Wed.           | W              | G              | V              | Saldo          | Ptn            |
| ------ | ----------------------------- | -------------- | -------------- | -------------- | -------------- | -------------- | -------------- |
| 1.     | VfR Neustadt                  | 6              | 4              | 0              | 2              | 13:10          | 8:4            |
| 2.     | Sportfreunde 1919 Neisse      | 6              | 3              | 1              | 2              | 16:14          | 7:5            |
| 3.     | SuEV Guts Muths Neustadt      | 5              | 3              | 0              | 2              | 8:10           | 6:4            |
| 4.     | SC Schlesien Neisse           | 5              | 2              | 0              | 3              | 20:15          | 4:6            |
| 5.     | SV Bad Ziegenhals             | 4              | 0              | 1              | 3              | 4:12           | 1:7            |
| 6.     | FC Reiterregiment 11 Neustadt | Teruggetrokken | Teruggetrokken | Teruggetrokken | Teruggetrokken | Teruggetrokken | Teruggetrokken |

|  | Geplaatst voor finaleronde |

## Finaleronde
| Plaats | Club                      | Wed. | W | G | V | Saldo | Ptn |
| ------ | ------------------------- | ---- | - | - | - | ----- | --- |
| 1.     | SC Vorwärts 1917 Gleiwitz | 4    | 3 | 1 | 0 | 16:2  | 7:1 |
| 2.     | Beuthener SuSV 09         | 4    | 2 | 1 | 1 | 11:8  | 5:3 |
| 3.     | SVgg 03 Ratibor           | 4    | 1 | 2 | 1 | 11:6  | 4:4 |
| 4.     | SVgg 1911 Kreuzburg       | 4    | 1 | 1 | 2 | 5:11  | 3:5 |
| 5.     | SuEV Guts Muths Neustadt  | 4    | 0 | 1 | 3 | 5:21  | 1:7 |

|  | Kampioen, geplaatst voor Zuidoost-Duitse eindronde |